# ایوان ایگلسیاس
ایوان ایگلسیاس (انگلیسی: Iván Iglesias؛ زادهٔ ۱۶ دسامبر ۱۹۷۱) بازیکن فوتبال اهل اسپانیا است.
از باشگاه‌هایی که در آن بازی کرده‌است می‌توان به باشگاه فوتبال رئال اویدو، باشگاه فوتبال اسپورتینگ خیخون، باشگاه فوتبال رایو وایکانو، و باشگاه فوتبال بارسلونا اشاره کرد.
وی همچنین در تیم ملی فوتبال زیر ۲۱ سال اسپانیا بازی کرده‌است.